# Caiapônia
Caiapônia es un municipio brasileño del estado de Goiás. Su población estimada en 2006 era de 15.233 habitantes.

## Turismo
El municipio es conocido por las incontables cascadas y los cerros, como la Colina del Gigante y Colina del Peón. En el centro urbano la mayor atracción es el lago de los Buritis, donde se realiza todas las fiestas de la ciudad, como el carnaval (Zé Pereira), fiesta de mayo (Barraquinhas) y otras.